# Sandra Weckert

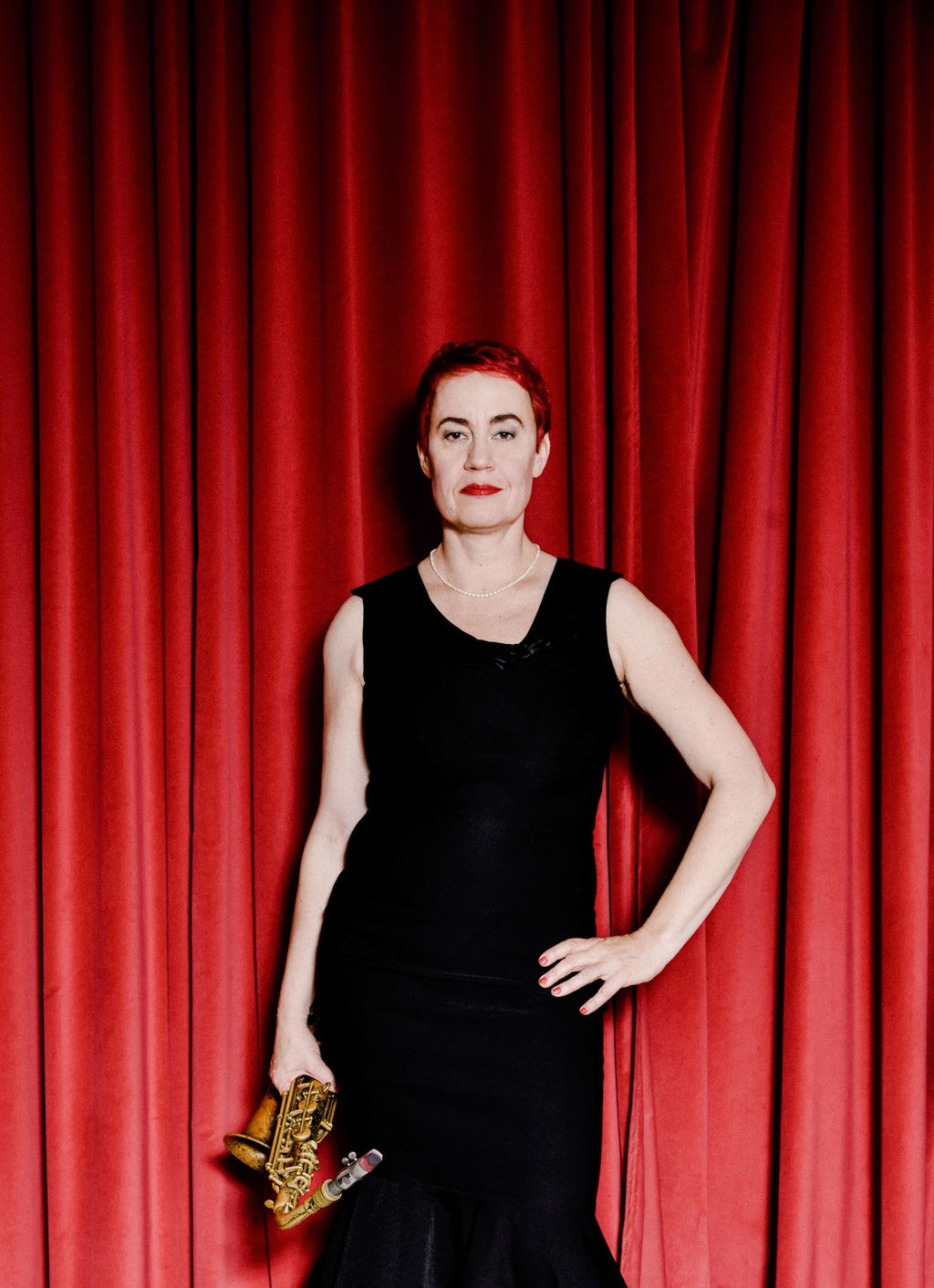
Sandra Weckert mit Hauptinstrument Saxophon

Sandra Weckert (* 2. April 1973 in Waren (Müritz)) ist eine deutsche Jazzmusikerin (Saxophon, Komposition), Team- und Organisationsentwicklerin.

## Leben
Weckert erhielt klassischen Geigen- und Klavierunterricht und spielte zunächst im örtlichen Streichertrio, es folgte das Streichorchester und Sinfonieorchester. Mit 16 Jahren lernte sie Jazz kennen; bald darauf erlernte sie autodidaktisch Altsaxophon. Obgleich sie keinen Zugang zur Ausbildung an der Musikhochschule erhielt, nahm sie mehrere eklektizistische Alben auf, die zum Teil von der Kritik gefeiert wurden. Ihre Erfahrungen aus ihren eigenen Jazzbands setzt sie um in eine Teambildungs-Methode. Weiter komponierte sie Musik für Kinderhörspiele - von Martin Baltscheit (Major Dux mit Bill Ramsey) und Lorenz Pauli/Kathrin Schärer (mutig mutig), das Düsseldorfer Schauspielhaus und die Neuköllner Oper. 
2014 wurde Nur ein Tag (Komposition Sandra Weckert) von der Jury der hr-Hörbuchbestenliste als bestes Kinder- und Jugendhörbuch des Jahres ausgezeichnet.  
Im März 2020 trat Weckert in die CDU ein. 2024 wurde sie bei den Kommunalwahlen für die CDU in den Kreistag Mecklenburgische Seenplatte gewählt.

## Diskographische Hinweise
- Way out East (mit Rudi Mahall, Antonio Palesano, Oli Bott und Johannes Fink)
- 50 Sandra Weckert Fans Can’t Be Wrong
- Sandra Weckert & Exotic Fruits Bar Jazz (mit Kathrin Lemke, John Gürtler, Sabine Zlotos, Peer Neumann Stephan Bleier; Enja)